# Tilman Fichter
Tilman P. Fichter (* 1. August 1937 in Berlin; † 5. März 2025 ebenda) war ein deutscher Politikwissenschaftler.

## Leben
Fichter besuchte nach der Mittleren Reife 1953/54 die Hamburger Seemannsschule und arbeitete danach als Schiffsjunge. Nach einer Lehre bei einer Versicherungsfirma schloss sich von 1959 bis 1961 eine Tätigkeit bei einer Londoner Rückversicherung an. Sein Abitur machte er 1964 auf dem zweiten Bildungsweg und studierte danach Politische Wissenschaft und Soziologie an der Freien Universität Berlin. Von 1963 bis 1970 war er Mitglied im Sozialistischen Deutschen Studentenbund (SDS) und zeitweise dessen Landesvorsitzender in Berlin. Von 1971 bis 1981 arbeitete er als wissenschaftlicher Mitarbeiter im Zentralinstitut für sozialwissenschaftliche Forschung (später Otto-Stammer-Zentrum für sozialwissenschaftliche Forschung) der FU Berlin. 1986 promovierte er zum Dr. rer. pol. über das Verhältnis der deutschen Sozialdemokratie zur bürgerlich-linken Intelligenz.
Fichters jüngerer Bruder Albert Fichter war Ende der 1960er Jahre Mitglied der Untergrundorganisation Tupamaros West-Berlin. Tilman Fichter verhalf ihm 1970 zur Flucht nach Schweden, als Albert irrtümlich auf einem RAF-Fahndungsplakat abgebildet und polizeilich gesucht wurde. Zu diesem Zeitpunkt wusste Fichter mutmaßlich noch nicht, dass sein Bruder am 9. November 1969 an einem versuchten Terroranschlag der Tupamaros auf das Jüdische Gemeindehaus in Berlin beteiligt gewesen war, sein Bruder hatte den Sprengsatz im Gemeindezentrum deponiert. Dieser stammte vom Verfassungsschutzagenten Peter Urbach. Die Brandbombe hatte einen – womöglich absichtlich eingebauten – technischen Defekt, so dass sie nicht zündete. Urbach hatte auch Tilman Fichter selbst animieren wollen, einen Brandsatz ins Gebäude des Alliierten Kontrollrats in Berlin zu werfen.
Fichter war von 1986 bis 2001 Referent für Schulung und Bildung im SPD-Parteivorstand. Im Sommer 1992 geriet er in den Reihen der Jusos in die Kritik, nachdem er zusammen mit dem Leipziger Juso-Vorsitzenden und Junge-Freiheit-Autor Sascha Jung ein Seminar für die Leipziger Jusos über die „Hofgeismarer Jungsozialisten“ während der Weimarer Republik veranstaltet hatte.
Fichter war seit 1996 Mitglied im PEN-Zentrum Deutschland. Er starb am 5. März 2025 in Berlin.

## Veröffentlichungen (Auswahl)
- mit Ute Schmidt: Der erzwungene Kapitalismus. Klassenkämpfe in den Westzonen 1945–48. Verlag Klaus Wagenbach, Berlin 1971, ISBN 978-3-8031-1027-5.
- mit Siegward Lönnendonker: Berlin: Hauptstadt der Revolte, 1980.
- mit Jochen Boberg und Eckhart Gillen (Hrsg.): Exerzierfeld der Moderne – Industriekultur in Berlin im 19. Jahrhundert. Beck Verlag, München 1984, ISBN 3-406-30201-7.
- SDS und SPD. Parteilichkeit jenseits der Partei. Westdeutscher Verlag, Opladen 1988, ISBN 978-3-531-11882-6.
- Die SPD und die Nation. Ullstein Verlag, 1993, ISBN 3-550-07186-8.
- Der Freund. Für Peter Glotz. In: Ästhetik & Kommunikation. H. 131, 36. Jg. 2005, ISSN 0341-7212, S. 5–9.
- mit Siegward Lönnendonker: Kleine Geschichte des SDS. Der Sozialistische Deutsche Studentenbund von 1946 bis zur Selbstauflösung. Rotbuch, Berlin 1979; 4. Auflage mit Bildteil: Tilman P. Fichter, Siegward Lönnendonker und Wolfgang Kraushaar: Kleine Geschichte des Sozialistischen Deutschen Studentenbundes von Helmut Schmidt bis Rudi Dutschke. Klartext Verlag, Essen 2007, ISBN 978-3-89861-825-0.
- Meine Uni war der SDS. In: Ästhetik & Kommunikation. 39. Jg. 2008, H. 140/141, ISSN 0341-7212, S. 17–26.
- Berlin und Deutschland. Hauptstadt der bösen Deutschen? In: Ästhetik & Kommunikation. H. 137, 38. Jg., 2007, ISSN 0341-7212, S. 101–112.
- mit Siegward Lönnendonker: Dutschkes Deutschland. Der Sozialistische Deutsche Studentenbund, die nationale Frage und die  DDR-Kritik von links. Klartext Verlag, Essen 2011, ISBN 978-3-8375-0481-1.
- mit Siegward Lönnendonker: Wollte Adenauer die Einheit? Die Stalinnoten von 1952 und der 17. Juni 1953. Verlag für Berlin-Brandenburg, Berlin 2016, ISBN 978-3-945256-63-3.
- mit Siegward Lönnendonker: Genossen! Wir haben Fehler gemacht. Der Sozialistische Deutsche Studentenbund 1946–1970. Der Motor der 68er Revolte. Schüren, Marburg 2021, ISBN 978-3-741001-55-0.